# Kelippot
Kelippot (på hebreiska קְלִפּוֹת (uttalas [qəlippōt]); ursprungligen av קְלִפָּה ([qəlippā]), "skal", "musselskal"), ibland även kelifot (på hebreiska קְלִיפוֹת ([qəlīfōt]); av קְלִפָּה ([qəlīfā]), "skal"), ses som den mörka aspekten av Kabbala inom judisk mystik. Inom västerländsk mystik så är även stavningen kliffot vanlig.
Kelippot är Kabbalans och Livets träds motpol eller skuggsida och representeras av Dödens träd. Detta träd består liksom Livets träd av tio sfärer som kallas kelippot. Dessa kelippot kan sägas vara direkta motsatser till sefiroterna.
Ur ett psykologiskt perspektiv kan Livets träd sägas symbolisera det Medvetna medan det kelippotiska trädet symboliserar det Omedvetna, dvs det undanträngda och ibland farliga men även det potentiella.
Den kabbalistiska adepten som arbetar med kelippot brukar göra detta med målet att lära känna sina undanträngda kvalitéer, negativa såväl som positiva, och i den mån försöka lösgöra sig från de negativa sidorna och utveckla de positiva.